# Revayat-e fath
Revayat-e fath (en persan روایت فتح ; qui peut être traduit en français par Le Récit de la victoire ou La Narration de la conquête) est une série documentaire iranienne de 5 saisons réalisée par le cinéaste Morteza Avini pendant toute la durée de la guerre Iran-Irak entre 1980 et 1988. 
Cette guerre survient au lendemain de la Révolution iranienne de 1979 qui mènera progressivement à l'instauration de la République Islamique d'Iran avec pour figure tutélaire l'ayatollah Khomeini.
Ce documentaire d'un genre nouveau est partie intégrante d'un système étatisé de propagande mis en oeuvre par le nouveau régime iranien qui tente de légitimer son pouvoir aux yeux de sa population dans un contexte post-révolutionnaire. Au plus près des combattants sur le champ de bataille, Avini filme avec son équipe la détermination sans faille des (jeunes pour la plupart) Iraniens dont certains vont jusqu'à désirer la mort dans le chemin de Dieu pour vaincre l'ennemi irakien au nom de pratiques religieuses issues du chiisme duodécimain. Le réalisateur commente ces images guerrières d'un ton monotone pour vanter les louanges de ces jeunes combattants, il leur donne également la parole à travers de multiples entretiens directement sur le front.
Pendant longtemps, cette série documentaire sera l'unique moyen pour la population de voir la guerre de leurs propres yeux et servira aussi comme outil de mobilisation et de recrutement des jeunes générations au sein du corps des Bassij.

## Contexte de réalisation

### La guerre Iran-Irak
La guerre Iran-Irak a opposé entre 1980 et 1988 le régime baasiste de Saddam Hussein à l'Iran post-révolutionnaire de l'ayatollah Khomeini. Son déclenchement le 22 septembre 1980 est autant dû à la volonté irakienne de dénoncer les accords d'Alger, signés avec Reza chah Pahlavi en 1975, afin de récupérer la province pétrolifère du Khouzistan, qu'à la perception d'une potentielle menace de contagion de la révolution islamique sur le territoire nationale. En effet, a population irakienne est majoritairement chiite tandis que les élites du régime baasiste se réclament pour la plupart d'une pratique sunnite de la religion musulmane.
Très vite, c'est une véritable guerre de position et de tranchées qui s'instaure. Le conflit est rythmé par de nombreuses offensives et contre-offensives d'un côté comme de l'autre conduisant à d'énormes pertes. Après de nombreuses tentatives de médiations internationales sous l'égide des Nations-Unies, un cessez-le-feu est finalement mis en application par les deux belligérants le 20 aout 1988 après près d'une décennie de combats.
Le bilan humain est terrible et les estimations fluctuent énormément en fonction des sources. Pour Pierre Razoux dans son ouvrage de référence sur le sujet, « le coût humain total de cette guerre s'élèverait donc à environ 680 000 morts et disparus (180 000 du côté irakien et 500 000 côté iranien) et plus d'un million et demi de blessés ou mutilés ».

### La détermination des combattants iraniens
Ces statistiques impressionnantes sont notamment le fait de la détermination sans limite de nombreux combattants iraniens dont certains sont allés jusqu'à considérer la mort comme seule finalité de la vie temporelle. Au lendemain de la Révolution iranienne, les religieux ont progressivement investi et tenté d'affaiblir toutes les anciennes institutions du pays pour asseoir leur pouvoir. C'est notamment le cas de l'armée régulière qui a été suppléée par le corps des Pasdarans, les Gardiens de la Révolution islamique qui constituent des forces armées auxiliaires répondant directement de l'autorité du Guide suprême. En parallèle s'est mise en place une organisation pendant la révolution le Bassij dont le rôle est de recruter au sein de la jeunesse pour servir et défendre les intérêts du régime. Signifiant littéralement mobilisation, Basij a été intégré au sein des Pasdarans juste après le déclenchement des hostilités avec l'Irak. En effet, face à la modernité de l'armée irakienne, l'Iran ne dispose que d'un atout majeure : sa démographie. Ces jeunes endoctrinés et radicalisés par l'idéologie islamiste chiite du régime vont jusqu'à désirer la mort en martyr sur le champ de bataille dans le sillage de l'Imam Hussein à Karbala en 680, un des mythes fondateurs du chiisme. C'est à partir de mars 1982 que ces dizaines de milliers de jeunes hommes (et même enfants et adolescents) entrent en scène aux côtés des pasdarans et se lancent avec fanatisme sur le champ de bataille.
Le documentaire Revayat-e fath a largement participé à la glorification de ces jeunes hommes fanatisés qui se sacrifient au nom de la victoire d'un Islam authentique en se focalisant sur leur quotidien et leur action sur le front. Par là-même, le but d'Avini est d'encourager d'autres jeunes iraniens à suivre ces exemples et à rejoindre le combat. Ainsi, sont constamment filmés ces jeunes hommes coiffés d'un bandeau rouge avec des inscriptions islamiques autour du front afin de les distinguer des combattants de l'armée régulière et des pasdarans.

## Diffusion
Cette série documentaire est composée de 5 saisons et sa diffusion quotidienne à la télévision iranienne n'a commencé qu'à partir de la moitié de la décennie 1980.

### Saison 1
Composée de 11 épisodes, cette première saison illustre en images l'opération Valfajr 8, traduit en français par Aurore 8, qui est déclenchée le 9 février et se conclut le 11 mars 1986 par la prise de la ville irakienne de Fao. Cette opération est un franc succès pour les iraniens et il est donc essentiel de le mettre en scène et de le présenter à la population. De plus, la réussite de cette opération est notamment due à l'irrédentisme des combattants du Bassij sur le front : 
« Pendant plusieurs heures, des vagues de jeunes bassdjis survoltés viennent se briser contre le dispositif ennemi, appuyées par le feu roulant de l'artillerie iranienne [...] À l'issue des quatre premiers jours de combats, l'offensive Aurore 8 est un succès. Les iraniens contrôlent la péninsule de Fao. Ils déplorent 800 morts et 4 000 blessés, pour la perte de 5 000 irakiens et de 2 000 autres capturés »
Cette victoire est ainsi largement mise en avant dans le documentaire afin de louer la bravoure des jeunes combattants du Basij.

### Saison 2
Composée de 12 épisodes, sont de nouveau mis en avant dans cette saison les exploits militaires des pasdarans et des basidjis lors de l'offensive Karbala 1 qui visait la reprise de la ville de Mehran. Malgré de lourdes pertes humaines, entre le 30 juin et le 11 juillet 1986 les forces iraniennes ont réussi à récupérer ce territoire perdu au cours de la guerre.

### Saison 3
Composée de 15 épisodes, cette saison traite essentiellement l'offensive Karbala 5 qui a lieu entre le 8 janvier et le 26 février 1987 qui a notamment pour ambition la conquête de Bassora, un véritable carrefour stratégique en territoire irakien. Pendant la réalisation de cette saison, 3 membres de l'équipe de tournage meurent alors qu'ils sont en train de capter des images du front et sont élevés au rang de martyrs. Trois épisodes sont donc dédiés à chacun d'entre eux.

### Saison 4
Composée de 11 épisodes, nous retrouvons dans cette saison des images du front mais le traitement de la guerre est élargi au domaine politique et militaire. Ainsi, sont dénoncées les aides et interventions étrangères en soutien de l'ennemi irakien en provenance des États-Unis et d'Arabie-Saoudite notamment.

### Saison 5
Composée de 13 épisodes, cette dernière saison retrace les différents stades marquants de la guerre et donne également la parole aux veuves et familles endeuillées des martyrs qui ont sacrifié leur vie pour assurer la victoire du régime. Certains de ces entretiens sont filmés même après la fin du conflit.
D'autres épisodes ont été tournés et diffusés depuis mais n'ont pas été réalisés par Avini lui-même. Il est en effet décédé en 1993 lors d'un ultime tournage sur l'ancienne ligne de front où il a marché sur une mine. Cette mort tragique a fait de lui un martyr. Actuellement c'est donc son frère Mohammed Avini qui gère la réalisation et la diffusion de Revayat-e fath.

## L'omniprésence du facteur religieux

### Une œuvre à la gloire des martyrs
L'ambition du réalisateur était de promouvoir une réelle culture du martyre au sein de la société iranienne et son œuvre a autant servi à mobiliser d'autres candidats au Bassij qu'à entretenir le mythe de ceux qui se sont sacrifiés sur le champ de bataille comme témoignage de leur foi (sens du mort martyre).
Les références religieuses sont bel et bien omniprésentes. Des hymnes islamiques à la gloire de l'imam Hussein sont constamment joués, les références à la ville de Karbala où le corps de ce dernier repose, ponctuent la narration du récit. De la même manière, pendant les scènes filmées de combats les adresses faisant louage à Dieu (Allahu akbar)  ne cessent de retentir.

### Le mysticisme chez Avini
L’œuvre du réalisateur est très largement imprégnée de mystique soufie chiite qui est omniprésente dans la culture et le quotidien des Iraniens. Ainsi, il invite à la travers la réalisation de cette série documentaire le public à aller au-delà des images et du réel afin de capter le sens caché et spirituel des choses, de la guerre menée contre l'Irak.
Comme l'analyse Agnès Devictor, spécialiste du cinéma iranien, en privilégiant les plans longs et les largeurs de cadre, il rompt avec l'immédiateté des documentaires de guerre télévisés classique. Ces méthodes permettent de se livrer à "la quête d’une “vérité” philosophique de la guerre à partir de ce travail cinématographique et invite le spectateur à une véritable démarche mystique, le questionnant sur les apparences et sur le sens profond de cet événement".